# Eucalyptus dumosa
Eucalyptus dumosa là một loài thực vật có hoa trong Họ Đào kim nương. Loài này được A.Cunn. ex Oxley mô tả khoa học đầu tiên năm 1820.

## Hình ảnh

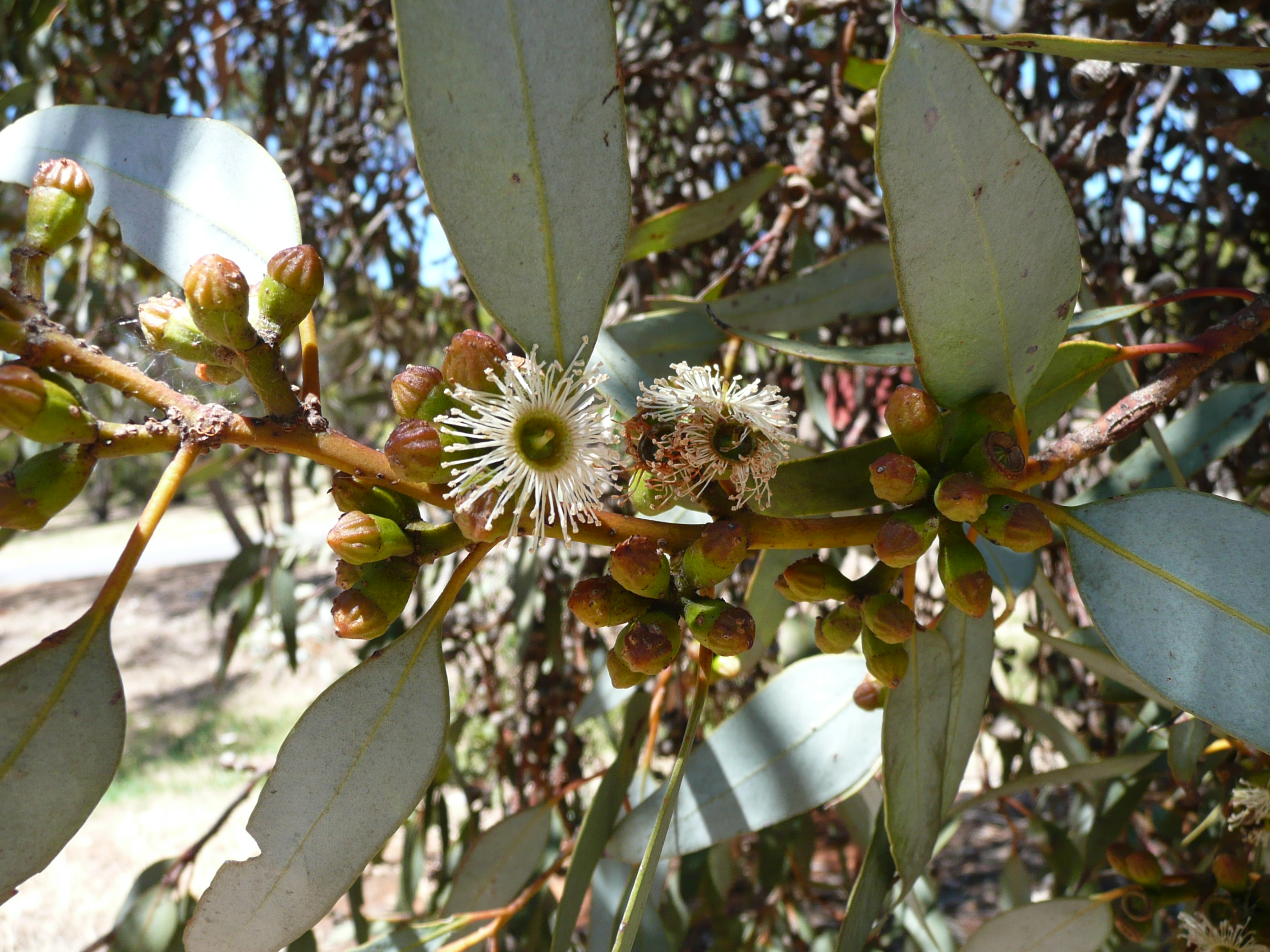